# Vienna (album)
Vienna – album noworomantycznej grupy Ultravox.

## Historia
Album Vienna został nagrany z nowo pozyskanym wokalistą Midge’em Urem, występującym przedtem w Rich Kids. Wraz z jego przyjściem oraz z odejściem wokalisty Johna Foxxa i gitarzysty Robina Simona, zespół zmienił wcześniejszy glam rockowy styl na kameralny synthpop, wykorzystując tradycyjne brzmienie kwartetu smyczkowego, osiągane przy pomocy syntezatorów, często służących do naśladowania orkiestry. Kiedy ukazał się na singlu utwór tytułowy, „Vienna”, osiągnął szczyt list przebojów w Wielkiej Brytanii i zyskał rozgłos a Ameryce, a zespół niemal z dnia na dzień stał się rozpoznawalny. Takie utwory jak „Mr X” czy „Western Promise” zapewniły albumowi różnorodność. Do sukcesu wydawnictwa przyczynił się również producent, Conny Plank oraz Peter Saville, autor eleganckiego projektu okładki i Anton Corbijn, autor fotografii na niej. Ultravox swoim albumem nie tylko zdobył szerokie powodzenie, ale wywarł znaczący wpływ na wykonawców, określanych wówczas przez prasę „new romantic” („nowymi romantykami”).

## Lista utworów
Autorami wszystkich utworów są: Midge Ure, Billy Currie, Chris Cross i Warren Cann.
1. Astradyne
2. New Europeans
3. Private Lives
4. Passing Strangers
5. Sleepwalk
6. Mr. X
7. Western Promise
8. Vienna
9. All Stood Still

## Utwór tytułowy
Vienna
Hymn okresu "new romantic", ballada inspirowana filmem noir z 1949 pt. Trzeci człowiek, którego akcja rozgrywała się w Wiedniu i jego okolicach.